# Плачидол
Плачидол (болг. Плачи дол) — село в Болгарии. Находится в Добричской области, входит в общину Добричка. Население составляет 585 человек.

## Политическая ситуация
В местном кметстве Плачидол, в состав которого входит Плачидол, должность кмета (старосты) исполняет Иван Йорданов Иванов (Болгарская социалистическая партия (БСП)) по результатам выборов правления кметства.
Кмет (мэр) общины Добричка — Петко Йорданов Петков (БСП) по результатам выборов в правление общины.